# Accidente del Super Puma del SAR en Canarias (2015)
El accidente del Super Puma del SAR en Canarias fue un accidente aéreo ocurrido el 22 de octubre de 2015, cuando un helicóptero del Servicio de Búsqueda y Rescate del Ejército del Aire español se estrelló en el océano Atlántico, a unas 40 millas náuticas al suroeste de Villa Cisneros, en el Sahara Occidental. A bordo viajaban el capitán José Morales Rodríguez, el teniente Saúl López Quesada y el sargento Jhonander Ojeda Alemán, quienes perdieron la vida en el siniestro.

## Accidente
El helicóptero fue desplegado en Senegal para hacer unas maniobras militares.
El 22 de octubre aproximadamente a las 14:05 horas (hora local), mientras iba de regreso a su base la aeronave desapareció en el Atlántico, a unas 280 millas náuticas de Gando y a 40 millas náuticas al suroeste de Dajila.

## Tripulación
La tripulación de este vuelo se componía de un piloto, un copiloto y un mecánico.
| Nombre                 | Función  | Rango    |
| ---------------------- | -------- | -------- |
| José Morales Rodríguez | Piloto   | Capitán  |
| Saúl López Quesada     | Copiloto | Teniente |
| Jhonander Ojeda Aleman | Mecánico | Sargento |

## Búsqueda
Inmediatamente después de la desaparición, se activó un operativo de búsqueda y rescate que involucró a medios aéreos y marítimos de España y Marruecos. Inicialmente, se recibió información errónea de que los tres tripulantes habían sido rescatados por una patrullera marroquí y estaban siendo trasladados a Villa Cisneros. Sin embargo, esta información resultó ser incorrecta. Se desplegó el Buque de Acción Marítima P-42 Rayo Un CASA CN-235, otro AS332 y un caza EF 18 del Ala 46. La Gendarmería de Marruecos también participó en las labores de rescate.
El 28 de octubre, el Ministerio de Defensa español informó que se había localizado la cabina del helicóptero a una profundidad de 40 metros en el océano Atlántico. Al día siguiente, 29 de octubre, se confirmaron los fallecimientos de los tres tripulantes, cuyos cuerpos fueron encontrados en el interior de la cabina.

## Investigación
Tras el accidente, la Comisión para la Investigación Técnica de Accidentes de Aeronaves Militares (CITAAM) llevó a cabo una investigación para determinar las causas del siniestro. En su informe, el CITAAM concluyó que la causa más probable del accidente fue un desequilibrio dinámico del rotor principal del helicóptero, originado por un problema en el adaptador de frecuencia de una de las palas. Este fallo provocó daños en otros componentes del rotor principal, como la posible rotura de una biela de cambio de paso, lo que resultó en la pérdida de control de la aeronave y la imposibilidad de realizar un amerizaje controlado.
La CITAAM también destacó que la aeronave había sido mantenida de acuerdo con el programa de mantenimiento en vigor en el Ejército del Aire y que se había cumplimentado todas las órdenes técnicas y de seguridad aplicables. Además, reconoció que la tripulación actuó correctamente ante la emergencia, desplegando los flotadores del helicóptero en un intento de amerizaje. 
Posteriormente, en mayo de 2019, la Justicia militar archivó la causa penal, concluyendo que el accidente se debió a un fallo técnico sin responsables, ni entre la tripulación ni entre el personal de mantenimiento.